# Zygomyia herteli
Zygomyia herteli är en tvåvingeart som beskrevs av Lane 1951. Zygomyia herteli ingår i släktet Zygomyia och familjen svampmyggor. Inga underarter finns listade i Catalogue of Life.